# 仲川みきえ
仲川 みきえ（なかがわ みきえ、2000年12月28日 - ）は埼玉県出身、NEWSエンターテインメント・スクール所属の子役。

## 人物
- 趣味:パズル、ブロック遊び。
- 特技:バレエ、詩の暗唱、早口言葉、料理、日舞。
- 長所:がんばりや。
- 短所:暗い所がこわい。
- 身長135cm、体重24.5kg。（2010年時点）
- 小学館ベビーブックの読者モデルに採用されたことがきっかけでデビュー。

## 出演

### TV
- いつみても波瀾万丈（2005年3月13日、日本テレビ）幼少時代 大地真央 役
- 水曜ミステリー9「篝警部補の事件簿 3 浅間大滝殺人水脈 」（2005年12月14日、テレビ東京）田辺由美 役
- タイヨウのうた（2006年、TBS ）6歳の雨音薫 役
- 相棒 season5 第1話「杉下右京 最初の事件」（2006年10月11日、テレビ朝日）幼少時代 御手洗聖子 役
- 火曜ドラマゴールド「マイ☆スイートホーム 〜夢野大吉・夢を売ります〜」（2007年1月23日、日本テレビ）幼少時代 夢野あおい  役
- 独占!金曜日の告白（2008年1月18日、フジテレビ）幼少時代 大場久美子 役
- 「最終警告!たけしの本当は怖い家庭の医学」本当は怖いホクロ〜メラノーマ 篇（2008年、テレビ朝日）娘 役
- 「最終警告！本当は怖い家庭の医学」誤嚥性肺炎 篇（2008年、テレビ朝日）陽菜 役
- 土曜時代劇「 オトコマエ!」（2008年、NHK総合テレビ）かね 役
- ここはグリーン・ウッド〜青春＊男子寮日誌〜（2008年、TOKYO MX）子供すみれ 役
- 小児救命 第4話（2008年11月13日、テレビ朝日）女の子 役
- キッズNOW（テレビ埼玉）

### 映画
- 「タッチ」（2005年9 月10日、監督:犬童一心）子ども 役
- 「ニタンカサンソ」（2008年6月6日、 監督:片岡翔）ひな 役
- 「僕の宇宙には悪魔の」（2008年、監督:高野雄宇）榊亜美 役

### CM
- 東洋羽毛工業「羽毛ふとん」
- ローランド音楽教室
- 小学館「小学1年生」
- シャープ「アクオスプレミアムシリーズ」（2007年）
- セガトイズ「アンパンマンもこもこパンケーキ屋さん」（2009年）
- スチール
  - カシオ「デジカメ」
  - 小学館「マミイ」、「ベビーブック」、「Latta」4月創刊号（2006年3月）。
  - ブティック社「こどもブティック」
  - タカラトミー「お絵かきせんせい」パッケージ
  - ローランド音楽教室
  - ティンカーベル カタログ
  - 矢部プロカッティング 制服モデル
  - リクルート住宅情報誌「シーズガーデン千城台」娘 役
- ビデオパッケージ
  - 第一生命

### PV
- DREAMS COME TRUE「連れてって 連れてって」女の子 役

### イベント
- 杉野服飾大学 卒業制作ファッションショー